# Marie Denker
Marie Denker, eigentlich Marie Hahn, (10. April 1810 in Nienstedt am Harz – 29. März 1882 in München)  war eine deutsche Theaterschauspielerin.

## Leben
Denker wirkte von 1839 bis 1841 am Hofburgtheater und von 1841 bis zu ihrem Tod am Hoftheater in München, zuletzt im Fache der Salondamen und Mütter. „Generalin“ in Mutter und Kind und „Generalin“ in Karlschüler sowie „Volumnia“ in Coriolan und „Frau Rath“ in Königsleutnant gehörten zu ihren besten Leistungen.
Sie gab zudem Maria von Mills-Milarta dramatischen Unterricht. Außerdem ist ein Brief der Lola Montez an sie erhalten geblieben.